# Isabel Cueto
Isabel Cueto (Kehl, Alemanya Occidental, 3 de desembre de 1968) és una exjugadora de tennis alemanya.

## Biografia
Filla de Toni i Jutta, enginyer elèctric d'origen bolivià i mare alemanya. Va créixer a Aspach i estudiar a Backnang.
L'any 1984 va esdevenir la campiona nacional alemanya més jove, campionat que va guanyar en dos ocasions més (1986, 1987).
Va estudiar educació a la Pädagogische Hochschule Ludwigsburg de Ludwigsburg i posteriorment va treballar com a mestra a Großbottwar.
Es va casar amb Oliver Baumann i van tenir dos fills, Ines i Eric.

## Palmarès: 6 (5−1)

### Individual: 8 (5−3)
| Llegenda                     |
| ---------------------------- |
| Grand Slam (0−0)             |
| WTA Tour Championships (0−0) |
| Tier I (0−0)                 |
| Tier II (0−0)                |
| Tier III (0−0)               |
| Tier IV (1−1)                |
| Tier V (4−0)                 |
| Virginia Slims (0−2)         |

| Títols per superfície |
| --------------------- |
| Dura (0−0)            |
| Gespa (0−0)           |
| Terra batuda (5−3)    |

| Resultat   | Núm. | Data                   | Torneig                      | Superfície   | Oponent                 | Marcador    |
| ---------- | ---- | ---------------------- | ---------------------------- | ------------ | ----------------------- | ----------- |
| Finalista  | 1.   | 21 de setembre de 1987 | Hamburg, Alemanya Occidental | Terra batuda | Steffi Graf             | 2−6, 2−6    |
| Finalista  | 2.   | 30 de novembre de 1987 | Buenos Aires, Argentina      | Terra batuda | Gabriela Sabatini       | 0−6, 1−6    |
| Guanyadora | 1.   | 4 de juliol de 1988    | Båstad, Suècia               | Terra batuda | Sandra Cecchini         | 7−5, 6−1    |
| Guanyadora | 2.   | 1 d'agost de 1988      | Atenes, Grècia               | Terra batuda | Laura Golarsa           | 6−0, 6−1    |
| Guanyadora | 3.   | 17 de juliol de 1989   | Estoril, Portugal            | Terra batuda | Sandra Cecchini         | 7−6(3), 6−2 |
| Guanyadora | 4.   | 31 de juliol de 1989   | Sofia, Bulgària              | Terra batuda | Katerina Maleeva        | 6−2, 7−6(3) |
| Finalista  | 3.   | 23 d'abril de 1990     | Barcelona, Espanya           | Terra batuda | Arantxa Sánchez Vicario | 7−6(3), 6−2 |
| Guanyadora | 5.   | 9 de juliol de 1990    | Palerm, Itàlia               | Terra batuda | Barbara Paulus          | 6−2, 6−3    |

### Dobles: 1 (1−0)
| Resultat   | Núm. | Data                   | Torneig        | Superfície   | Parella                 | Oponents                   | Marcador      |
| ---------- | ---- | ---------------------- | -------------- | ------------ | ----------------------- | -------------------------- | ------------- |
| Guanyadora | 1.   | 15 de setembre de 1986 | Atenes, Grècia | Terra batuda | Arantxa Sánchez Vicario | Silke Meier Wiltrud Probst | 4−6, 6−2, 6−4 |

## Trajectòria

### Individual
| Open d'Austràlia | A   | A   | NC  | A  | A  | A  | A  | 2R  | 1R  | A   | 0 / 2 | 1 − 2 |
| Roland Garros | A   | 3R  | 1R  | 2R | 1R | 1R | 3R | 1R  | A   | A   | 0 / 7 | 5 − 7 |
| Wimbledon | A   | A   | A   | A  | 2R | A  | A  | A   | A   | A   | 0 / 1 | 1 − 1 |
| US Open | A   | 2R  | 1R  | 3R | 3R | 2R | A  | A   | A   | A   | 0 / 5 | 6 − 5 |
| Rànquing a final d'any | 168 | 105 | 101 | 29 | 33 | 28 | 26 | 119 | 282 | 263 |       |       |
| Llegenda: G: Guanyadora; F: Finalista; SF: Semifinalista; QF: Quarts de final; Q: Qualificació; A: Absent; RR: Round Robin |     |     |     |    |    |    |    |     |     |     |       |       |